# Светлое завтра. Первая половина дня
Светлое завтра. Первая половина дня — шестой студийный альбом московской группы «Барто», увидевший свет 19 мая 2016 года. Этот релиз («самый сложный с точки зрения записи», по словам Марии Любичевой) открыл новую страницу в истории дуэта, продемонстрировав их готовность к самым разнообразным экспериментам. По сравнению с предыдущими работами, музыка стала намного более сложной и мелодичной, что вызвало оживлённые дискуссии среди слушателей.

## Краткая информация
Как и в случае с «Прекрасной эпохой», вышедшей в 2013 году, музыканты прибегли к краудфандингу. На сайте Planeta.ru вплоть до 14 июля можно поддержать коллектив, заканчивающий работу над второй частью альбома, которая выйдет осенью. Среди возможных вознаграждений за участие в проекте, например, присутствуют «экскурсия по злачным местам Петербурга» от участников группы и персональный концерт.
В записи «Первой половины дня» приняло участие большое количество приглашённых музыкантов, преимущественно представителей андерграунда. Среди них, в частности, особенно выделяются Пахом, Nina Karlsson и Евгений Ряховский («Animal Джаz»). Также нельзя не отметить и Егора Попова («2-й СОРТ», «Perfect Carma»), записавшего партии саксофона, придавшие некоторым композициям особый колорит.
Многие фанаты обратили внимание на серьёзные перемены в стиле группы, отказавшейся от грубых и простых танцевальных мотивов в пользу замысловатых и дышащих своеобразной магией композиций. Часть слушателей подвергла новое звучание резкой критике, на что они получили простой и откровенный ответ:
Наверняка многие фанаты будут недовольны, скажут: «Что это за херня?». Но у нас всегда главным правилом было «делаем что хотим», и интересно должно быть в первую голову нам. Можно записывать песни в духе «старого доброго “Барто”» в течение ещё десяти лет, но в чём прикол?Мария Любичева
Как бы то ни было, а данная работа — это, несомненно, серьезный шаг вперед для дуэта, доказавшего отсутствие каких-либо рамок и ограничений для своего творчества.
Материал доступен для свободного скачивания, но желающие также могут поддержать группу, приобретя альбом через iTunes или Google Play.

## Отзывы
Учитывая общее звучание пластинки, можно смело сказать, что комментарии музыкантов о «самом экспериментальном» альбоме оправдались. Барто звучат очень стильно, свежо, и даже в неполном плейлисте этот релиз слушается очень цельно. В шести треках найден классный баланс ироничного и серьезного.
Пластинка Барто — «Светлое завтра» не станет манифестом отрицания (потому что «это на х*й никому не нужно»), но явно претендует на право стать хорошим dark wave релизом для странных, угарных и зажигательных танцев. Пока в нас будет жить здоровый человеческий сарказм и самоирония, дело Барто будет важным. Потому что как же идти в светлое завтра, когда нет подходящей компании, а от того, что видишь, несколько воротит?Анна Николаевская, выпускающий редактор журнала «Eatmusic»
23 — это не песня, не техно и не искусство. Словно записанная искусственным интеллектом в государстве с тоталитарным режимом, пугает своим холодом. Безэмоциональный голос, цитирующий 23 статью Конституции РФ, гипнотизирует, наполняя человека чувством безысходности. Это высокотехнологичная мантра, напоминающая то ли о закрытых обществах, то ли о Большом Брате. Если бы в мегаполисе будущего существовали шаманы, то их ритуалы проводились бы именно под такую музыку.Сергей Полянский, репортер журнала «Eatmusic»
Конечно, это слишком экспериментальный альбом. Чувствуются элементы рок-музыки, но они настолько забиты электроникой, что их можно назвать мёртвыми. Тексты заслуживают внимания — ведь это чистой воды провокация, плюющая на все стереотипы. Необычно, не для всех — лучшее описание альбома.Петр Максименко, глава отдела обзоров rock-vector.com
Первая (и, судя по названию, не последняя) порция новых песен дуэта «Барто» отличается внезапной тонкостью устройства. Раньше «Барто», грубо говоря, резали правду-матку о несовершенстве окружающего их мира с обескураживающей прямотой и накладывали свои наблюдения на максимально лобовую музыку столь же прямого действия. «Светлое завтра» не бьет максималистским напором в лоб, а работает изящнее и тоньше: вместо плакатных лозунгов появляются размышления и сатирические зарисовки, а вместо революционной прямой бочки — неспешные синтетические ритмы и многоголосные аранжировки. «Барто», то есть, взрослеет и настаивается, не теряя при этом в злости и страсти — просто теперь они нащупали новые способы работать с предметом своих обсуждений. Наше общее завтра, возможно, не будет таким уж и светлым, но вот будущее группы «Барто» рисуется вполне симпатичным и интересным.Сергей Мезенов, Colta.ru
«Светлое завтра. Первая половина дня» станет любимым саундтреком и у офисного планктона, заточенного на рабочих местах в отпускной период, и у тех, «кто кирпич за кирпичом строит кому-то дом». Что касается «перехода» в плане саунда, об этом пока говорить рано, так как для каких-либо выводов нужно услышать новый альбом целиком. Так что отложим данное мероприятие до осени. Но изменения очевидны, и они воодушевляют.Рецензия на сайте violanoir.com

## Список композиций
Слова и музыка всех песен — группа «Барто».
| №                   | Название                            | Длительность |
| ------------------- | ----------------------------------- | ------------ |
| 1.                  | «Океан (feat. Катя Кобра)»          | 4:34         |
| 2.                  | «Молдаванин»                        | 4:00         |
| 3.                  | «Новая жизнь (feat. Nina Karlsson)» | 4:06         |
| 4.                  | «Тайна (23)»                        | 3:59         |
| 5.                  | «НННН»                              | 4:53         |
| 6.                  | «Тупой (feat. Пахом)»               | 4:23         |
| Общая длительность: | Общая длительность:                 | 25:57        |

## Участники записи

#### Группа «Барто»
- Мария Любичева — музыка, аранжировки, вокал, тексты
- Евгений Куприянов — синтезаторы, вокал, тексты

#### Приглашённые музыканты
- Катя Кобра («Внутреннее сгорание») — вокал (1)
- Nina Karlsson — вокал (3)
- Пахом — вокал (6)
- Вячеслав Кочарин («Психея») — гитара (6)
- Евгений Ряховский («Animal Джаz») — гитара
- Егор Попов («2-й СОРТ») — саксофон

## Факты
- Песня «Тайна (23)» посвящена 23 статье Конституции РФ, гарантирующей личные свободы человека, включая неприкосновенность частной жизни. По словам участников группы[12][13],

23 — это не только порядковый номер Майкла Джордана и срок правления Бенито Муссолини; не только температура тела ежа или священное число дискордианцев (хотя — само собой — хаос правит!). Это ещё и Тайна.
- Песни «НННН» и «Молдаванин» входили в состав мини-альбома «НННН», вышедшего в 2014 году, однако были перезаписаны с добавлением новых инструментов.